# 31 låtar
31 Låtar, eller 31 songs, är en självbiografisk roman/essä av Nick Hornby som kom ut 2003. Boken handlar, som titeln säger, om 31 låtar som har betytt mycket för Hornby som person. Varje låt behandlas i ett separat kapitel där Hornby associerar låten till någon anekdot ur sitt eget liv.